# Farouck Adekami
Muhammed Farouck Adekami (13 februari 2006) is een Ivoriaans voetballer die sinds 2024 uitkomt voor Antwerp FC.

## Carrière
Adekami ruilde in de zomer van 2024 de Right to Dream Academy in Ghana voor de Belgische eersteklasser Antwerp FC, waar hij een driejarig contract plus optie ondertekende. Adekami begon het seizoen bij Young Reds, het beloftenelftal van Antwerp in Eerste nationale, al nam Jonas De Roeck hem vanaf september 2024 wel al geregeld op in de wedstrijdselecties van het eerste elftal. Op 19 januari 2025 maakte Adekami zijn officiële debuut voor het eerste elftal van de club: in de 3-2-competitiezege tegen KVC Westerlo liet De Roeck hem in de 82e minuut invallen voor Jacob Ondrejka. Vijf dagen later kreeg hij tegen STVV (1-1-gelijkspel) zijn eerste basisplaats en mocht hij zelfs meteen een hele wedstrijd meespelen.

## Clubstatistieken
| Seizoen         | Club            | Land            | Competitie          | Competitie | Competitie | Beker | Beker | Supercup | Supercup | Europees | Europees | Totaal | Totaal |
| Seizoen         | Club            | Land            | Competitie          | Wed.       | Dlp.       | Wed.  | Dlp.  | Wed.     | Dlp.     | Wed.     | Dlp.     | Wed.   | Dlp.   |
| --------------- | --------------- | --------------- | ------------------- | ---------- | ---------- | ----- | ----- | -------- | -------- | -------- | -------- | ------ | ------ |
| 2024/25         | Young Reds      | Vlag van België | Eerste nationale VV | 13         | 4          | —     | —     | —        | —        | —        | —        | 13     | 4      |
| 2024/25         | Antwerp FC      | Vlag van België | Eerste klasse A     | 2          | 0          | 0     | 0     | —        | —        | —        | —        | 2      | 0      |
| Carrière totaal | Carrière totaal | Carrière totaal | Carrière totaal     | 15         | 4          | 0     | 0     | 0        | 0        | 0        | 0        | 15     | 4      |

Bijgewerkt op 26 januari 2025.